# Methven
Methven – miasto w Nowej Zelandii, na Wyspie Południowej, w regionie Canterbury.